# آدام گانتیر
آدام وید گانتیر (به انگلیسی: Adam Gontier) متولد ۲۱ مه ۱۹۷۸ از شهر نوروود اونتاریو واقع در کانادا است که خواننده و ریتم گیتاریست سابق گروه هارد راک تری دیز گریس است. او در حال حاضر به عنوان خواننده اصلی گروه سنت آسونیا فعالیت می‌کند.

## تاریخچه
آدام گانتیر در کودکی با تأثیر مادرش به اینگونه فردی تبدیل شد که اولین بار برای یادگیری گیتار او تمام سبک‌های موسیقی را با آن نواخت و خیلی سریع به سبک هارد راک روی آورد. او در وبسایت رسمی خود در مورد مادرش اینگونه نوشت: مادرم برای من یک موسیقی‌دان است، چون او کسی است که مرا با این حرفه آشنا کرد و مرا یاد داد که چطور بتوانم در خواندن، خودم را نشان دهم. او از من خواست تا در یک مکان با گروه جم بخوانم در حالی که من ۱۲ سال داشتم. موسیقی ما برگرفته از موسیقی سیاتل، واشینگتن است.
در سال ۲۰۰۵ آدام گانتیر به دلیل اعتیادش به یک مرکز توان بخشی می‌رود و در دوره ترک، چندین ترانه می‌نویسد و بعد از رهایی از اعتیاد دوباره به گروه بر می‌گردد و در سال ۲۰۰۶ آلبوم تک ایکس را که حاصل کار در مرکز توان بخشی بود را ضبط کرده و به پخش عمومی می‌رسانند.
او چندین خالکوبی بر روی بدنش وجود دارد که شامل یک مکعب مربع سیاه و تکه‌هایی از شعر آهنگ هرگز دیر نیست است. خالکوبی دیگر نمادی از یک طایفهٔ قدیمی در کانادا است.
در اوایل سال ۲۰۱۳ آدام گانتیر گروه تری دیز گریس را ترک می‌کند و چندی بعد به همراه گیتاریست استیند، گروه سینت آسونیا را به وجود می آورد. نخستین آلبوم آن‌ها با همین نام در ۳۱ ژوئیه ۲۰۱۵ منتشر شد.

## آلبوم ها
به همراه Three Days Grace
- Three Days Grace (2003)
- One-X (2006)
- Life Starts Now (2009)
- Transit of Venus (2012)

به همراه Saint Asonia
- Saint Asonia (2015)
- Flawed Design (2019)
- Introvert/Extrovert (2022)